# Małpki
Małpki / Małpeczki (ros. Обезьянки) – seria krótkometrażowych filmów animowanych zrealizowana przez Leonida Szwarcmana, powstała na podstawie scenariusza Grigorija Ostera. Piosenkę przewodnią (В каждом маленьком ребёнке…, „W każdym małym dziecku ...”) nagrała grupa Maszyna Wriemieni z solistką Oksaną Szabiną. Muzykę do serii napisał klawiszowiec zespołu Aleksandr Zajcew.

## Serie
1. Обезьянки. Гирлянда из малышей (1983)[3]
2. Uwaga! Małpeczki![4] (Обезьянки. Осторожно, обезьянки!) (1984)[5]
3. Обезьянки и грабители (1985)[6]
4. Как обезьянки обедали (1987)[7]
5. Обезьянки, вперёд (1993)[8]
6. Обезьянки в опере (1995)
7. Обезьянки. Скорая помощь (1997)

## Fabuła
Przygody piątki małpek, które żyją ze swoją mamą w zoo. Są energiczne, wesołe i bardzo lubią figle. Ich życie to jedna wielka zabawa.

## Nagrody
- Обезьянки. Гирлянда из малышей – nagroda za najlepszy film dla dzieci na XIV Międzynarodowym Festiwalu Filmów animowanych w Tampere (Finlandia)
- Uwaga! Małpeczki! (Обезьянки. Осторожно, обезьянки!) – nagroda za najlepszy film animowany dla dzieci na Wszechzwiązkowym Festiwalu Filmowym w Mińsku (1985)